# Piła X
Piła X (ang. Saw X) – amerykańsko-meksykański horror w reżyserii Kevina Greuterta. Dziesiąta odsłona serii Piła, której akcja rozgrywa się pomiędzy częścią pierwszą i drugą.

## Fabuła
John Kramer, seryjny zabójca znany pod pseudonimem Jigsaw, choruje na złośliwy nowotwór mózgu. Desperacko poszukując ratunku, trafia na informację o rzekomo innowacyjnej, tajnej metodzie terapii, oferowanej przez pewną organizację. Postanawia skorzystać z szansy, jednak po pewnym czasie od rozpoczęcia "leczenia" orientuje się, że został oszukany, a jego kosztowna terapia to mistyfikacja.
Z pomocą swojej asystentki, Amandy, postanawia wymierzyć sprawiedliwość ludziom, którzy wykorzystali jego nadzieję. Brutalne pułapki, które dla nich przygotował, stają się sprawdzianem ich woli życia.

## Obsada
- Tobin Bell jako John Kramer/Jigsaw
- Shawnee Smith jako Amanda Young
- Synnøve Macody Lund jako Cecilia Pederson
- Steven Brand jako Parker Sears
- Renata Vaca jako Gabriela
- Joshua Okamoto jako Diego
- Octavio Hinojosa jako Mateo
- Paulette Hernández jako Valentina
- Jorge Briseño jako Carlos
- Costas Mandylor jako Mark Hoffman
- Michael Beach jako Henry Kessler
- Isan Beomhyun Lee jako salowy
- David Alfano jako lekarz
- Katie Barberi jako przewodnicząca grupy wsparcia
- Lucía Gómez Robledo jako techniczka rezonansu magnetycznego
- Donagh Gordon jako dr Finn Pederson

## Odbiór

### Wyniki finansowe
Film stał się sukcesem finansowym, przynosząc na całym świecie przychód w wysokości około 83 milionów dolarów, przy budżecie szacowanym na 13 mln.

### Recenzje
Piła X spotkała się z generalnie pozytywnym odbiorem ze strony krytyków i widzów, będąc często określaną najlepszą odsłoną serii od czasu części pierwszej.
Serwis Rotten Tomatoes uznał 79% recenzji dziennikarzy za pozytywne i przyznał filmowi odznakę "Certified Fresh", oznaczającą wyjątkowo entuzjastyczne przyjęcie. Wśród widzów odsetek przychylnych opinii był jeszcze wyższy i wyniósł 89%.